# Leandro Paris
Leandro Ismael Paris Jiménez (Maipú, Mendoza, 16 de febrero de 1995) es un atleta argentino especializado en pruebas de media distancia, más concretamente en los 800 metros. Representó a la Argentina en el Mundial de Atletismo de 2017, celebrado en Londres, Inglaterra. Es uno de los máximos referentes del atletismo nacional y es reconocido como uno de los más importantes deportistas de la provincia de San Luis.
Paris consiguió el puesto 146 del ranking Men's 800 m según World Athletics, y también fue considerado el mejor atleta argentino de 800 metros durante los primeros meses de 2019.

## Primeros años
Pasó sus primeros años en un peligroso barrio de Maipú, en la provincia de Provincia de Mendoza. Se mudó de muy pequeño a El Volcán, ubicado en la provincia de San Luis. Paris estuvo viviendo un año en una carpa.

«Ese fue un año con mucha lluvia, más que lo normal, y mucho viento. Pero nosotros queríamos ahorrar para hacernos un ranchito propio».

Sus primeras incursiones atléticas se dieron en el colegio, motivado por su maestra de educación física Fabiana Perretti y luego contó con la conducción técnica del profesor Jorge Niño.

«Jorge Niño, que fue mi primer entrenador, me decía: No te podés subir a tres caballos, vas a terminar rajado. Dejá algo».

### Primeras competiciones
Debutó de manera internacional a la edad de 17 años en el Campeonato Sudamericano de Atletismo Sub-18 de 2012, celebrado en Mendoza. Allí finalizó 5° con un registro de 1’55”12. Esa carrera fue ganada por el atleta uruguayo Jorge Collares.

## Triunfos internacionales
Paris participó en el Campeonato Sudamericano de Atletismo Sub-23 de 2016, allí logró ganar en los 800 metros con un tiempo de 1’48”31, superando a Yelssin Robledo que marcó un tiempo de 1’48”85. 
Representando a Argentina en los 4 x 400 metros logró junto a Leonel Carrizo, Sergio Pandiani y Juan Ulián un 3° lugar con un tiempo de 3’17”91, quedando por detrás de Brasil y Ecuador.

### Campeón sudamericano
Tras un buen desempeño en el Campeonato Sudamericano de Atletismo Sub-23 de 2016, Paris logró entrar en el Campeonato Sudamericano de Atletismo de 2017. En los 800 metros fue el más rápido de todos al finalizar en 1° lugar y con la marca de 1’49”82, Lutimar Paes fue segundo con 1’50”27. 
En la competencia de 4 x 400 metros, París y el resto de representantes lograron un 5° puesto.

## Mundial de Atletismo
La gran actuación de Paris en los sudamericanos le dieron el pase para ser el representante argentino en el Campeonato Mundial de Atletismo de 2017 en Londres.
En la primera (y única en la que logró participar) carrera, consiguió el 7° lugar en la serie inicial de los 800 metros llanos, ganada por el holandés Thijmen Kupers con un tiempo de 1’45”53. 
Aunque no logró avanzar, su cronómetro se detuvo en 1’47”09 que, actualmente, es la tercera mejor marca histórica del ranking argentino, detrás de Luis Migueles (1’46”01) y Leonardo Price (1’46”90).

## Reconocimiento del CENARD
Leandro Paris fue invitado a vivir en el CENARD, que es la casa de los deportistas de élite. Paris rechazó la oferta y decidió seguir residiendo en la provincia de San Luis.

## Palmarés atlético
| Año  | Campeonato                                  | Lugar                             | Resultado | Distancia      | Marca   |
| ---- | ------------------------------------------- | --------------------------------- | --------- | -------------- | ------- |
| 2012 | Campeonato Sudamericano de Atletismo Sub-18 | Mendoza, Argentina                | 5º        | 800 metros     | 1’55”12 |
| 2013 | Campeonato Sudamericano de Atletismo Sub-20 | Resistencia, Argentina            | 6º        | 800 metros     | 1’57”67 |
| 2014 | Gran Premio de Buenos Aires FAM             | Resistencia, Argentina            | 1º        | 800 metros     | 1’51”53 |
| 2014 | Torneo Luis Brunetto                        | Rosario, Argentina                | 1º        | 800 metros     | 1’52”97 |
| 2014 | Torneo Luis Brunetto                        | Rosario, Argentina                | 2º        | 400 metros     | 49”35   |
| 2014 | Campeonato Sudamericano de Atletismo Sub-23 | Montevideo, Uruguay               | 6º        | 800 metros     | 1’52”23 |
| 2014 | Campeonato Sudamericano de Atletismo Sub-23 | Montevideo, Uruguay               | 5º        | 4 x 400 metros | 3’17”19 |
| 2015 | Torneo Atlético Germán Romaňach             | Buenos Aires, Argentina           | 1º        | 800 metros     | 1’52”61 |
| 2016 | Torneo Justo Ernesto Roman                  | Mar del Plata, Argentina          | 1º        | 800 metros     | 1’50”94 |
| 2016 | Grande Prêmio Brasil CAIXA de Atletismo     | Sao Bernardo do Campo, Brasil     | 6º        | 800 metros     | 1’49”54 |
| 2016 | Campeonato Iberoamericano de Atletismo      | Río de Janeiro, Brasil            | 7º        | 800 metros     | 1’51”53 |
| 2016 | Campeonato Sudamericano de Atletismo Sub-23 | Lima, Perú                        | 1º        | 800 metros     | 1’48”31 |
| 2016 | Campeonato Sudamericano de Atletismo Sub-23 | Lima, Perú                        | 3º        | 4 x 400 metros | 3’17”91 |
| 2017 | Gran Premio de Buenos Aires Germán Lauro    | Buenos Aires, Argentina           | 5º        | 400 metros     | 48”45   |
| 2017 | Gran Premio de Buenos Aires Germán Lauro    | Buenos Aires, Argentina           | 3º        | 800 metros     | 1’48”32 |
| 2017 | Stanford Cardinal Classic                   | Palo Alto, Estados Unidos         | 4º        | 800 metros     | 1’48”62 |
| 2017 | Payton Jordan Invitational                  | Palo Alto, Estados Unidos         | 5º        | 800 metros     | 1’49”42 |
| 2017 | Campeonato Sudamericano de Atletismo        | Asunción, Paraguay                | 1º        | 800 metros     | 1’49”82 |
| 2017 | Campeonato Sudamericano de Atletismo        | Asunción, Paraguay                | 5º        | 4 x 400 metros | 3’13”96 |
| 2017 | Campeonato Mundial de Atletismo de 2017     | Londres, Inglaterra               | 25º       | 4 x 400 metros | 1’47”09 |
| 2018 | Campeonato Sudamericano de Atletismo        | Cochabamba, Bolivia               | 3º        | 800 metros     | 1’51”94 |
| 2018 | 800 m de Palencia                           | Palencia, España                  | 1º        | 800 metros     | 1’50”01 |
| 2018 | Sabadell Míting Internacional               | Sabadell, España                  | 2º        | 800 metros     | 1’52”01 |
| 2018 | Gran Premio Hugo Mario La Nasa              | Concepción del Uruguay, Argentina | 3º        | 800 metros     | 1’50”38 |

## Progreso en sus tiempos

### 400 metros
| Año  | Marca | Lugar                             |
| ---- | ----- | --------------------------------- |
| 2019 | 48”30 | Buenos Aires, Argentina           |
| 2018 | 47”90 | Concepción del Uruguay, Argentina |
| 2017 | 47”93 | Fresno, Estados Unidos            |
| 2016 | 48”49 | Mar del Plata, Argentina          |
| 2015 | 48”66 | Mar del Plata, Argentina          |
| 2014 | 49”35 | Rosario, Argentina                |

- Mejor tiempo: 47”90

### 800 metros
| Año  | Marca   | Lugar                          |
| ---- | ------- | ------------------------------ |
| 2019 | 1’50”26 | Buenos Aires, Argentina        |
| 2018 | 1’49”77 | Provincia de Castellón, España |
| 2017 | 1’47”09 | Londres, Inglaterra            |
| 2016 | 1’47”18 | Río de Janeiro, Brasil         |
| 2015 | 1’52”61 | Buenos Aires, Argentina        |
| 2014 | 1’51”53 | Buenos Aires, Argentina        |
| 2013 | 1’57”67 | Chaco, Argentina               |
| 2012 | 1’55”12 | Mendoza, Argentina             |

- Mejor tiempo: 1’47”09

### 4 x 400 metros
| Año  | Marca   | Lugar               |
| ---- | ------- | ------------------- |
| 2017 | 3’13”96 | Asunción, Paraguay  |
| 2016 | 3’17”91 | Lima, Perú          |
| 2014 | 3’17”19 | Montevideo, Uruguay |

- Mejor tiempo: 3’13”96

## Vida personal
Tras ganar el oro en el Sudamericano Sub-23 de Lima, consiguió una beca del ENARD y otra de la Secretaría de Deporte de la Nación, un apoyo que le permitió alquilar un departamento chico más cerca de la ciudad de San Luis.